# يو إف سي 26
يو إف سي 26: حقل الأحلام النهائي (بالإنجليزية: UFC 26: Ultimate Field of Dreams)‏ هو حدث لفنون القتال المختلطة نظمته يو إف سي، أُقيم في 9 يونيو 2000، على أليانت إنيرجي باور هاوس في سيدار رابيدز، آيوا، الولايات المتحدة.